# 太陽宮駅
太陽宮駅（たいようくえき）は、中華人民共和国北京市朝陽区に位置する北京地下鉄10号線および17号線の駅である。

## 駅構造
島式ホーム1面2線を有する地下駅。

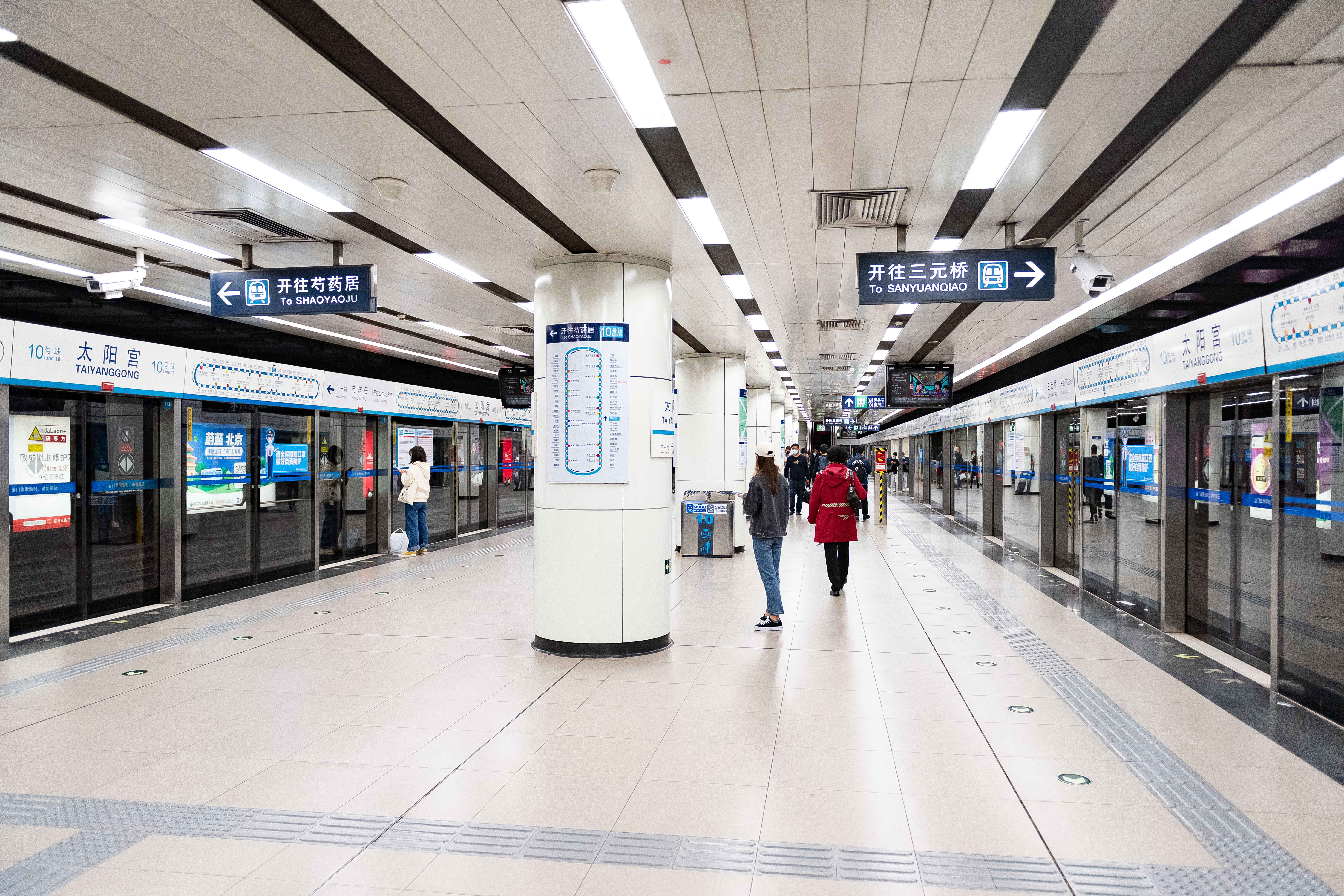
10号線ホーム
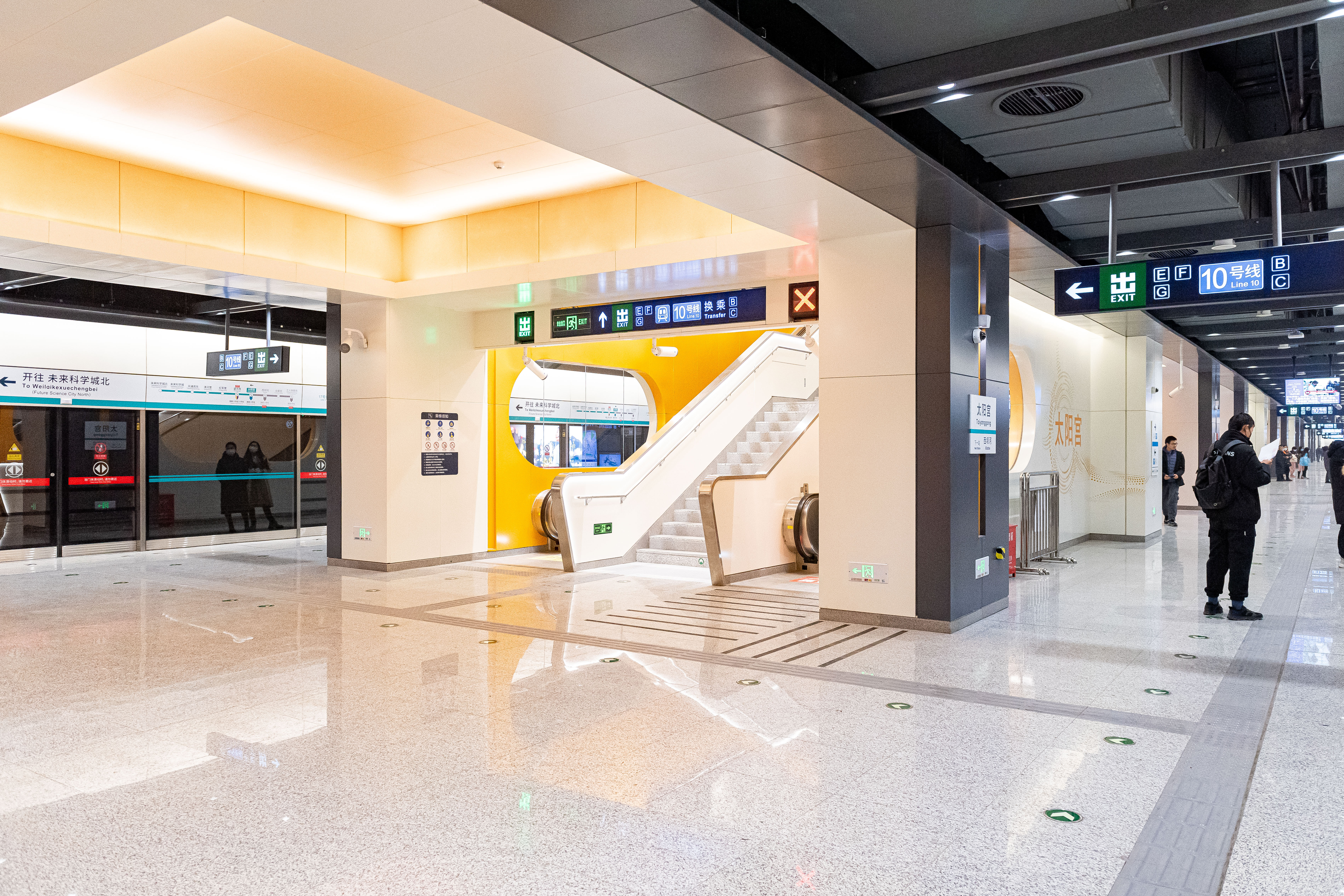
17号線ホーム

## 駅周辺
- 太陽宮
- 太陽宮公園
- 茂華UHN国際村
- 北京耀銘医院

## 歴史
- 2008年7月19日 - 10号線が開業。
- 2023年12月30日 - 17号線が開業し当駅に接続。

## 隣の駅
北京地下鉄
■10号線
芍薬居駅 - 太陽宮駅 - 三元橋駅
■17号線
紅軍営駅 - 太陽宮駅 - 西壩河駅
座標: 北緯39度58分16秒 東経116度26分29秒 / 北緯39.97119度 東経116.44134度